# Дольмени Західного Кавказу

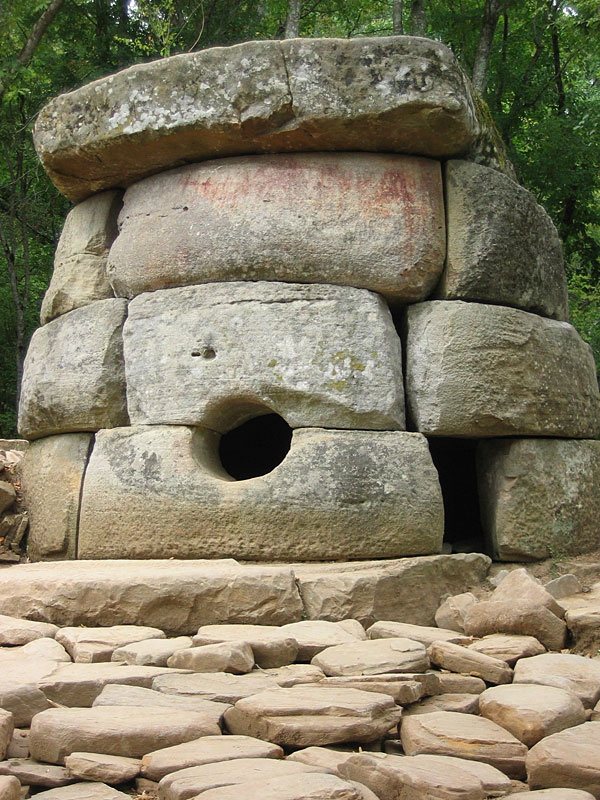
Складений дольмен у долині річки Жане

Дольмени Західного Кавказу — мегалітичні гробниці першої половини ІІІ — другої половини ІІ тис. до н. е., що відносяться до дольменної культури середньої бронзової доби. Поширені від Таманського півострову (миси Тузла і Фанталовський) і далі в гірських районах Краснодарського краю і Адигеї. У південній частині доходять до міста Очамчира в Абхазії, а на півночі — до долини річки Лаби. Раніше були і в районі міста Желєзноводськ в Ставропольському краї і, можливо, в інших місцях. Окремим замкнутим регіоном поширення своєрідних дольменів або «дольменоподібних склепів» пізнішого спорудження є Верхнє Прикубання (басейн річки Кяфар в Карачаєво-Черкесії). Продовжували використовуватися в пізню бронзову добу і пізніше. Всього відомо близько 3000 дольменів, включаючи зруйновані. З них вивчено не більше 6 %.

## Місцеві назви

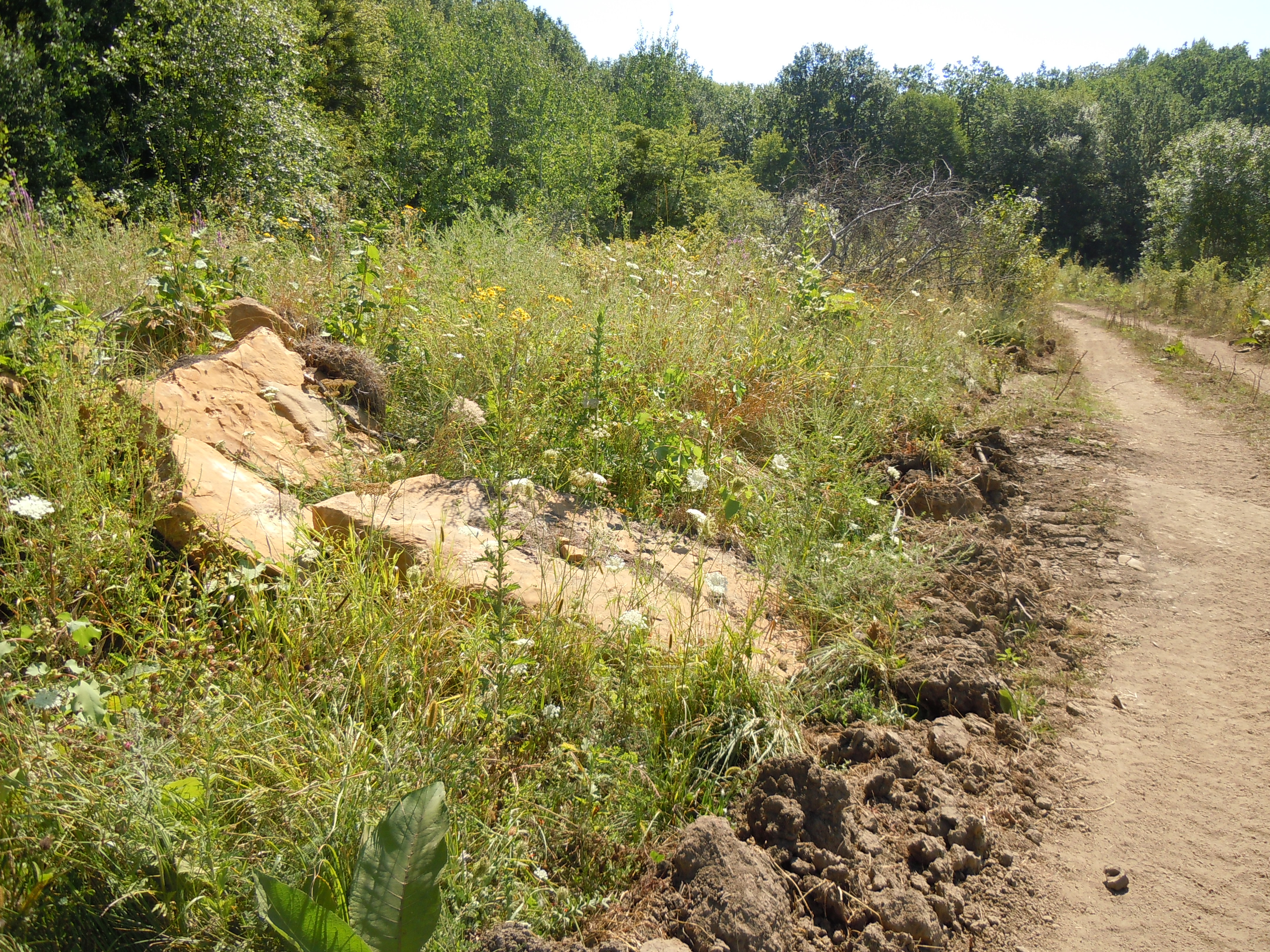
Останнє руйнування дольмену. Переміщені лісозаготівниками плити недослідженого зруйнованого дольмену. Богатирська галявина, 2014 </ center>

- Абхази:  псаун  — будинок душі, душа людини;  Адамра ,  ахатгун  — похоронні будинки.
- Адиги:  іспун ,  іспиун ,  спиун  (шапсуги);  Кх'еунежь  — будинки для життя в потойбічному світі  ах'ретун .
- Кабардинці:  ісп-уне  — дім  испа [1].
- Мегрели:  мдішкуде ,  одзвале ,  садзвале  — дома велетнів, вмістилище кісток.

- Росіяни (з XIX ст.): Богатирські хатки або хати, Дідова і чортові хати.

## Проблема охорони
До Кавказької війни дольмени і супутні їм менгіри не піддавалися руйнації. Лише з заселенням гір козаками ці споруди стали використовуватися як каменоломні. І зараз практично всі вони не охороняються, страждають від вандалів (лісозаготівників, чорних копачів, дачників та інших забудовників, туристів і екскурсантів, сектантів, бізнесменів-орендарів), а також руйнуються з природних причин. Деякі дольмени або дольменні корки викрадаються для особистих цілей.
Несанкціонованими переміщеннями, що завдають шкоди пам'яткам дольменів і дольменоподібних гробниць, іноді займаються і музейні працівники. Археологічні дослідження, звільняючи пам'ятники із землі, тягнуть за собою швидке їх спотворення вандалами, затоптування худобою і заростання деревами, так як ні музеєфікації, ні консервації після розкопок не робиться.

## Фальсифікація історії та мракобісся
З другої половини 1990-х, після появи літератури оккультно-містичного змісту, розрахованою на абсолютно вільну від конкретних знань публіку, але котра донесла до неї звістку про існування таких об'єктів, починається навколодольменний бум. Могильники стали місцем постійного паломництва і навіть місцем проживання екзальтованого сектантства і неадекватної публіки. Засоби масової інформації наповнилися домислами різних «дослідників», а також зовсім далеких від досліджуваного предмета авторів, які шукають популярності чи збирають собі паству і клієнтів, віща про якісь «знання», «резонанси», «сили» тощо. Найдоступнішим дольменам надають вигадані власні імена, і вони, ставши елементом попкультури, включені в комерційний і туристичний бізнес. Поблизу деяких дольменів з дрібних каменів створюються конструкції (лабіринти тощо), яких тут ніколи не було, але які сприймаються екскурсантами за справжню давнину.

## Датування
Основна кількість дольменів з'явилася в першій половини ІІІ — другої пол. ІІ тис. до н. е.. Часто дольменами також називають мегалітичні підкурганні гробниці новосвободненської культури і покриті різьбленням гробниці в Карачаєво-Черкесії. Про останні є припущення, що їх або побудували  середньовічні адиги — касоги або алани в VIII—XII ст., Або ж це споруди пізнього періоду культури дольменів, а алани просто вставляли в них свої кам'яні ящики, так як вони мають саме таку конструкцію.
Крім класичних дольменів, на південному схилі Головного Кавказького хребта споруджували і дрібні дольмени, зібрані з випадкових каменів. Там же є невеликі підземні криницеподібні складові гробниці. Вони перекриваються неповним помилковим склепінням і покривною плитою. Є навіть наземні гробниці зі справжнім куполом, набраними невеликими камінням і плиткою. Якщо криницеподібні гробниці однозначно є до дольменовою культурою, то з хронологією інших поки повної впевненості немає.

## Походження
Незалежно від свого походження, дольмени на Західному Кавказі з'явилися не на порожньому місці. Найдавніші кам'яні гробниці відомі в курганах майкопської і новосвободненської культур (або по-іншому — в ранній і пізній період Майкопської-новосвободненської спільності). Деякі споруди є перехідною фазою від новосвободненських гробниць до класичних дольменів. У той же час існує версія про первісний імпульс, що послужив причиною початку дольменобудівництва на Кавказі, з боку Середземномор'я. Бо саме там знаходять найближчі архітектурні аналоги кавказьким дольменам. Є паралелі в орнаментальної символіки. Спостерігається і часова відповідність. Шлях носіїв дольменної традиції простежують починаючи з Іберійського півострова 4000-3500 рр. до н. е. (Культура Лос-Мільярес). Або, можливо, більш ранній центр знаходився на Балеарських островах (Доталайотський період), Сардинії (культура Бону-Ігін 4600-3300 рр. до н. е. — Донурагічна Сардинія) і Корсиці. Далі — Північна Африка (Рокні) і Сицилія — Йорданія і Сирія — Мала Азія і Балкани (3-2-і тис. до н. н.) — Західний Кавказ — Крим (ІІІ тис . до н. е.). Також багато предметів матеріальної культури будівельників дольменів мають своїх попередників в Егейському басейні і в Малій Азії.
У Південному Криму, дещо пізніше, ніж на Кавказі, носії Кемі-обинська культура будували кам'яні ящики (цисти), іноді з пазами в плитах і навіть розписували їх. А взагалі, по всьому Кавказу (в тому числі і в степових районах) обкладали могили кам'яними плитами, а подекуди і споруджували величезні мегаліти (Вірменія, Грузія). Питання тільки в тому, чи є в кожному з цих випадків взаємний культурний вплив.

## Місцезнаходження дольменів
Так як скупчення дольменів є кладовищами дольменної культури, то в їх околицях зазвичай розташовано кілька поселень цієї культури: або на значній відстані, або поруч. У розташуванні дольменів є деякі закономірності. Вони зазвичай знаходяться на рівних майданчиках на вершинах або на сонячних схилах хребтів (в основному — на висотах в 250—400 м над рівнем моря, максимальна висота — більше 1000 м) або на річкових терасах. Переважна більшість дольменів орієнтовано вниз по сонячному схилу, що має на увазі досить великий розкид напрямків. Якщо це було неможливо, то дольмен орієнтувався хоча б на освітлену сонцем ділянку на протилежному хребті. Крім того, відзначена орієнтація на конкретні астрономічно значущі точки на горизонті. Твердження про прив'язку дольменів до водних джерел не має підстав.

## Призначення дольменів
Як вид гробниць, дольмени Західного Кавказу стоять в одному ряду з безліччю подібних споруд усіх часів і народів. Виявлені найдавніші поховання в дольменах залишені саме їх будівельниками. І хоча вже відомо деяка кількість ґрунтових поховань дольменної культури, все ж вони, мабуть, були менш поширені, що не відповідає безлічі досить великих поселень.
Звичайно, споруди виконували і функцію святилища, швидше за все, сімейного або родового: про це, наприклад, свідчить знахідка кам'яного вівтаря при реконструкції дольменного комплексу на Жане (знаходиться в Геленджицькому краєзнавчому музеї). Знову реконструйовані комплекси на річці Жане і на горі Нексис (обидва під Геленджиком), а також багато дольменів з «двориками» що дозволяють уявити собі церемонії що відбувалися колись там.
Деякі дольменні комплекси були явно розраховані на відвідування їх значною кількістю людей. Це, в першу чергу, мегалітичний курган Псинако I біля селища Анастасіївка в Туапсинському районі, Срібний курган в урочищі Клади біля станиці Новосвободної й ті ж комплекси на річці Жане і на горі Нексис. Всі вони цілком могли б виконувати роль загальноплемінного об'єкту поклоніння. На жаль, музеєфікація першого зі списку не проведено, а другий практично знищено.

## Спорудження дольменів
Для спорудження дольменів використовували по можливості камінь з найближчих родовищ. Якщо неподалік були відповідні плити природного походження, то збирали і їх. Але якщо вибору не було, то виготовлені плити могли транспортувати за кілька кілометрів. Для будівництва використовували різні види пісковиків і вапняків. В одній споруді могли поєднуватися різні породи.
В каменоломні для ломки каменю використовували силу розбухаючих від води дерев'яних клинів. Свіжий камінь з кар'єру м'якіший і може бути оброблений навіть кам'яними інструментами. Але будівельники дольменів культури мали у своєму арсеналі і бронзові зубила, чиї чіткі сліди постійно трапляються при вивченні будівель. Припускають, що оброблені плити могли перед використанням деякий час витримуватися, для набору достатньої твердості.  За для шліфування поверхонь і жолобків використовували кам'яні терочник, які знаходять в місцях будівництва. Покривну плиту затягували по похилому насипу позаду дольмену. У будівництві могли застосовувати і силу тварин.
Часті спекуляції на тему неможливості повторити точну підгонку дольменами плит в наш час, наприклад, після його перенесення на нове місце, відбуваються лише через нерозуміння того факту, що на новому місці практично неможливо заново продублювати всі особливості старого фундаменту. Що й призводить до різних перекосів і незбіжностей.

## Архітектура дольменів

### Конструкція
Більшість дольменів є будиночками, складеними з великих кам'яних плит з отворами (лазами) на фасаді, які закриваються кам'яною пробкою. Існує досить багато їх різновидів. Більше того, кожен дольмен має свої власні особливості. Виділяють кілька основних типів.

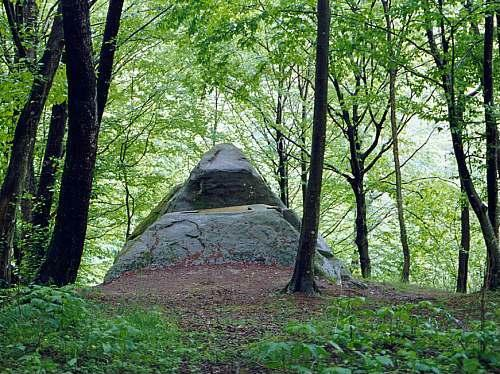
коритоподібний дольмен в пірамідальній скелі. Ущелина Мамед

Археолог і етнограф Л. І. Лавров склав класифікацію типів дольменів.
1. Звичайні або (за  В. І. Марковіна) плиткові дольмени. Це найпоширеніший вид, споруджений з цілісних плит.
2. складені — з однією або декількома стінами, складеними з дрібніших плит або каменів.
3. коритоподібні — вирубані в масиві скелі або у великому камені. Можуть мати звичайну плиту-дах або переверталися дном вгору. Зараз їх іноді називають напівмонолітами, або ж навіть об'єднують з монолітами.
4. Дольмени-моноліти — камера повністю вирубана у скелі через вхідний отвір.

Новосвободненських гробниць у цій схемі немає, так як вони увійшли в науковий обіг пізніше.
Дослідник новосвободненської культури  О. Д. Резепкін в рамках своєї теорії походження мегалітів Західного Кавказу запропонував іншу класифікацію.
1. Прямокутні гробниці — одно- та двокамерні новосвободненські і подібні їм гробниці, що є продовженням розвитку західно-європейських галерейних гробниць.
2. Підковоподібні гробниці, які походять від західно-європейських круглих купольних коридорних гробниць.
3. Дольмени — кінцевий варіант розвитку попереднього типу.[19]

Джерелом або одним із витоків для кавказьких дольменів є кам'яні гробниці майкопської культури. Особливо — більш пізні новосвободненські підкурганні гробниці. Класичні дольмени відрізняються від них зазвичай товстішими плитами і наявністю фундаменту. Із власне дольменів більш давніми вважають, наприклад, ті, у яких повністю відсутні вхідні отвори.
Дольмени можуть мати безліч індивідуальних особливостей, які відповідали місцевим звичаям у тій чи іншій місцевості і змінювалися з плином часу. Плиткові дольмени у плані бувають квадратними, трапецієподібними, прямокутними. складені ще можуть бути округлими або повністю круглими. У профіль і фас дольмени також бувають прямокутними або трапецієподібними. Плита перекриття може лежати горизонтально або похило, піднімаючись до передньої сторони. Іноді вона сильно виступає вперед, утворюючи козирок. З'єднуються плити за допомогою жолобків. Часто таке з'єднання виконане з великою ретельністю. Але зустрічаються й невиправдано дрібні жолобки, або взагалі їх відсутність (наприклад, на кришках).
У плиткових дольменів бічні плити можуть виступати далеко вперед (портальні виступи), утворюючи невеликий портальний простір, який може перекриватися основною стельовою плитою або додатковим козирком. Плита козирка може лежати вище основного перекриття. Виходить так званий "фасад що летить ". У дуже багатьох випадках у дольмені фасад або портал оформлений приставними бічними плитами зі своїм перекриттям. Це вже власне «портальні дольмени». У них також перекриття порталу може бути вище основного.
Іноді бічні плити дольмену підпирають контрфорси з плит, поставлених під кутом, або великих каменів. Вони повинні були забезпечити сильніше стиснення бічних плит. Так намагалися (часто безуспішно) запобігти падінню фасадної і задньої стінок. Цього ж домагалися, засипаючи дольмен каменем і землею. Фундаментом дольмену служать так звані п'яточні камені. Але часто портальні дольмени їх не мають або мають тільки під фасадної плитою. У цьому випадку, плити спираються на ґрунт або викладки з будівельних уламків і річкового кругляка. Підлога в дольмені може бути з однієї великої плити або складатися з декількох дрібних. Портал також може мати підлогу. Підлогою в камері дольмена може служити і галькова засипка.

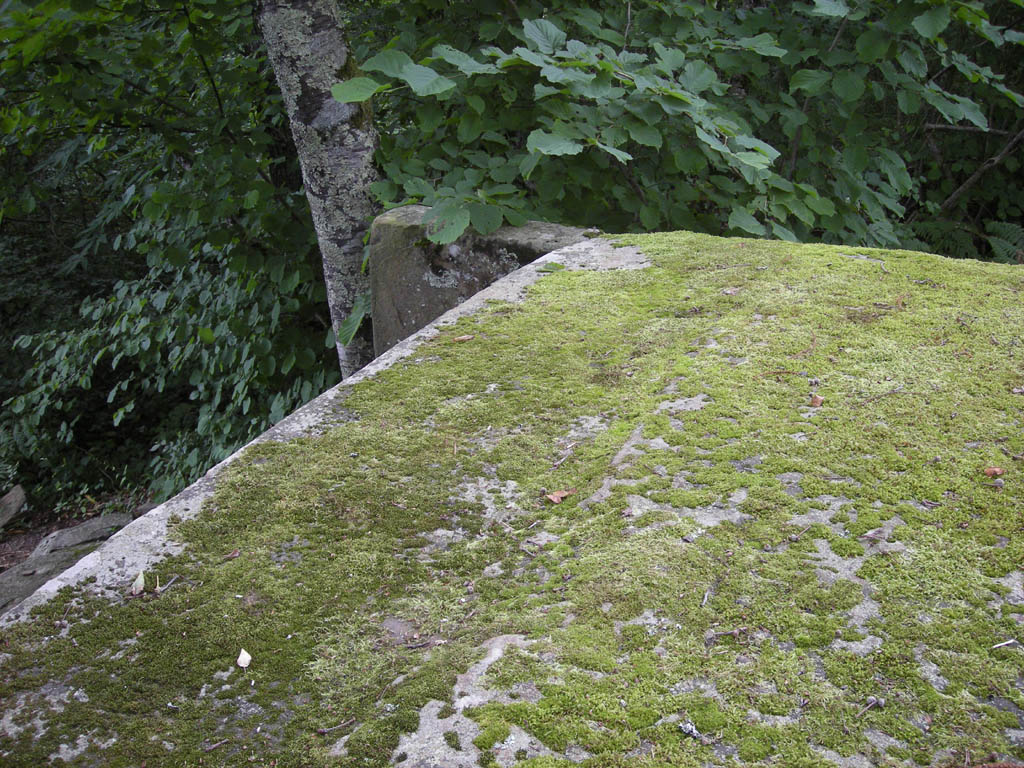
Витес для укладання плити приставного даху на даху дольмену.

Зазвичай, у нижній частині фасадної плити є отвір, найчастіше круглий, але бувають овальні, у формі арки, підтрикутні і квадратні. Але наявність отворів необов'язково. Його може і не бути зовсім (рівна плита), а може бути також імітація закритого пробкою отвору на глухій фронтальній плиті. Вхідний отвір у такому випадку розташовується або ззаду, або збоку. Такі дольмени називаються несправжньопортальними.
Рідко, але трапляється, що на стінах усередині камери знаходять горизонтальні канавки і валики. Це місця кріплення дерев'яної полиці. І є один випадок наявності круглого поглиблення над такою полицею, прямо навпроти вхідного отвору.
Складові дольмени можуть відрізнятися від плиткових лише тим, що не всі плити у них цільні. Але можуть бути зібрані з окремих блоків значною мірою або повністю. Коритоподібні дольмени, видовбували в скелі або окремому великому камені, зазвичай, мають на фасаді імітацію порталу плиткового дольмену. І вони також можуть бути несправжнопортальним. Найрідкісніший вид — монолітні дольмени відрізняються лише тим, що не мають знімного даху, так як видовбують через вхідний отвір. Для дольменів останнього виду використовувався тільки ледь цементовий у своїй товщі пісковик. Досі зберігся один цілий (Волконський дольмен) і два незавершених моноліти.
Дольмен часто розташований на схилі, і його портал може утворювати терасу. Відомий один випадок, коли кілька протяжних терас утворюють щось на кшталт зиккурату. Але частіше територія перед фасадом дольмену оформлена у вигляді дворика. Це різного роду мощені майданчики іноді навіть оточені стінами з великих плит. Висота такої стіни може досягати навіть рівня даху самого дольмена. Іноді дольмен оточує коло з вкопаних в землю каменів — кромлех, який може грати і роль крепіди (Керб) для підлоги кургану. Рідкісним для кавказьких дольменів є дромос — критий коридор, з паралельними або стінками що сходяться, підвідний в дольменний отвір. Коридор могла утворювати алея менгирів, які далі переходила в округлий дворик. На жаль, не всі архітектурні шедеври дожили до наших днів.
Не всі дольмени стоять відкрито. Багато знаходяться в каїрні, тобто обкладені камінням по дах або вище. Деякі ще прикриває і земляний насип кургану. Іноді лише фасад дольмену залишався відкритим. Іноді до нього вів дромос. Відомий єдиний випадок (Псинако I), коли дольмен не засипаний каменем, а знаходився під подобою купола, тобто в толосі, спорудженому методом несправжнього склепіння. Хоча подекуди ще також спостерігаються можливі сліди таких конструкцій.
Всі придольменні конструкції споруджувалися без застосування розчину, тобто методом «сухої кладки» або простим навалом каменів і землі, хоча найважливіші ділянки стін іноді мають ретельну підгонку з досить великих блоків.
Після припинення поховань, дольмени в курганах, але з відкритим фасадом або з дромосом, все одно виявлялися в товщі кургану. Їх спеціально завалювали або просто з часом завалювали земля і камені. Зовсім не обов'язково, що кургани над дольменами завжди будували люди дольменної культури. Це могли робити і ті, хто прийшов пізніше і перевикористали гробниці.
Гробниці в Карачаєво-Черкесії відрізняються тим, що мають в плані форму прямокутника і побудовані з добре оброблених рівних плит. Довгі бічні сторони набрані кожна з кам'яних довгих плит або брусків. Торцеві плити можуть бути прямокутними, з пазами для з'єднання з боковинами, і складаються з однієї або двох частин або мають форму ступеневої трикутника. Перекриття плоскі з двох довгих плит або у формі будиночка. У другому варіанті, дах набрано довгими брусками і починається від самого низу. Все з'єднується за допомогою відповідних пазів. Іноді використовується і з'єднання на шпонках. Є круглий вхідний отвір, що закривається пробкою. Усередині цієї споруди знаходиться менша — грубо зібраний з плитняка кам'яний ящик.

### Орнаментація

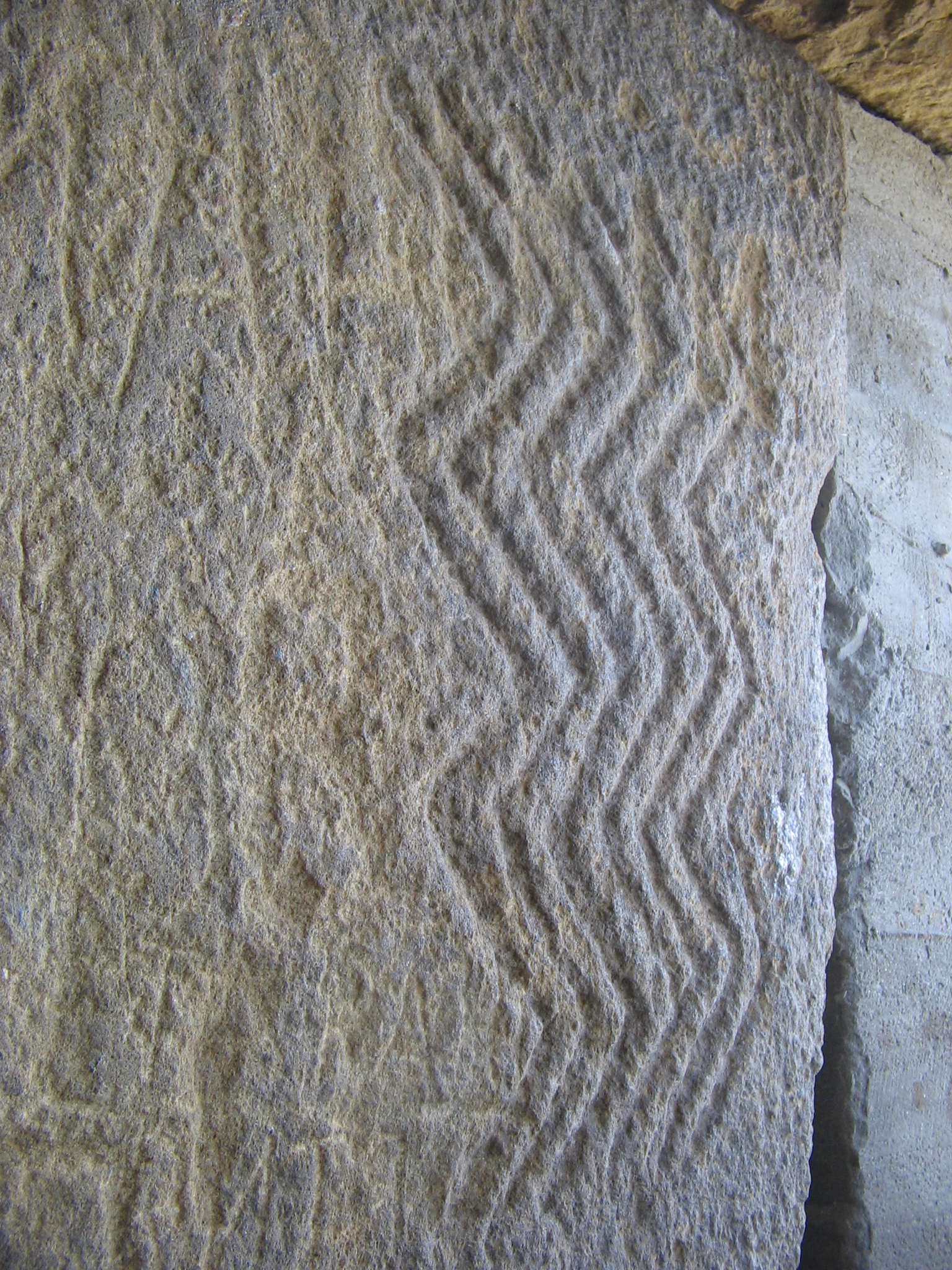
Візерунок «поточна вода» на стінці складеного дольмену з гори Нексис

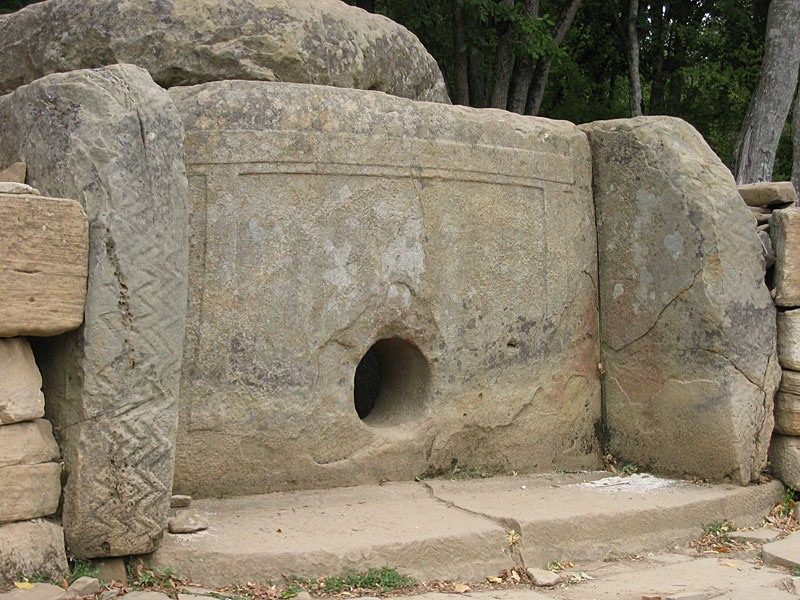
Орнаментовані дольмени, долина річки Жане

Порівняно із загальною кількістю, досить мало дольменів прикрашені вигравійованим і навіть опуклим орнаментом. Але, ймовірно, багато яких з них просто не дійшли до нашого часу через ерозію каменю. Орнаменти бувають розташовані по всьому порталу і всередині камери. Відоме зображення на передній плиті з хрестом у колі і схожим на гребінку лабіринтоподібним малюнком із зигзагом, що відходить від нього і вхідного отвору. Іноді є просто ряди вертикальних зигзагів. На передній плиті іноді розташовується зображення ще одного дольменного порталу, а також одна або дві пари великих опуклостей. Ряди вертикальних і горизонтальних зигзагів можуть мати торці бічних плит. А приставні портальні плити на внутрішній площині іноді прикрашаються пейзажем, що складається з ряду трикутників (гори) і вертикальних рядів зигзагів (річки). Над горами розташовано сонце у вигляді овалу з хрестом. Іноді вся портальна плита покрита горизонтальними смугами, кожна з яких утворена ялинковим візерунком з насічок зубилом. Так можуть прикрашатися й бічні плити. Нещодавно були знайдені дольмени, чиї фасади були прикрашені, в одному випадку, опуклими діагональними смугами, що утворюють велику «ялинку», укладену в рамку; а в іншому — вже поглибленими горизонтальними рядами широкого розтягнутого зигзага. Цей зигзаг ще ускладнений відрізками одиночних вертикальних зигзагів збоку і з боків вхідного отвору. Іноді для споруд вибирався камінь, що має незвичайну поверхню, що зумовлено його внутрішньою структурою. Такий дольмен без спеціальної обробки отримував декоративне оформлення у вигляді химерних вм'ятин і опуклостей.
Всередині камера дольмену іноді обведена горизонтальним зигзагом з широкої смуги і прямою лінією над горизонтальним зигзагом. У другому випадку виходить ряд звисаючих трикутників або фестонів. Це оформлення може бути ще доповнене ділянками з вертикальними зигзагами. Кам'яні пробки також можуть мати на капелюшку рельєфні концентричні кола, подобу соска в центрі, чотири опуклості по колу і одну в центрі або рельєфний хрест.
Іноді на даху дольмену є численні невеликі чашоподібні поглиблення або лунки, розкидані по поверхні хаотично або утворюють короткі ряди і кола з хрестами всередині. Подібні знаки зустрічаються також на бічних і передніх плитах дольменів. А також на окремих чашкових каменях поблизу дольменів, де вони можуть мати ще й обведення кільцями.
Деякі кам'яні блоки, що утворюють дворик, несуть на своїй поверхні опуклини — боси. Вони не мають такої правильної форми, як ті, що на фасадній плиті. Це останці, збережені, після вирівнювання всій площині стіни. Чи мали вони якесь значення крім декоративного — невідомо.
Є також кілька простих гравірованих петрогліфічних малюнків на дольменах або поруч з ними. Сенс їх поки не з'ясовано, як і невідомо час їх нанесення.
Нещодавно виявлено два сюжетних гравірованих зображення на дольмені в селищі Джубга: сцена з людиною і тваринами, і боротьба двох «близнюків». Другий сюжет повністю відповідає відомим зображенням на антропоморфних стелах Кемі-обинської культури. Можливо, цей же сюжет присутній на потрійному гаку з новосвободненської гробниці.
Окремо стоять склепи із середньовічними аланськими похованнями в Карачаєво-Черкесії, практично повністю покриті хвилястими борознами і різноманітною символікою. Вважається, що це алани прикрасили більш древні будівлі. Особливо виділяється своїми сюжетними зображеннями так званий «царський мавзолей», в яких знаходять вже християнські мотиви.
Майже немає дольменів, в яких би були сліди барвистого розпису в камері і на фасаді. Погано збереглася розфарбування в дольмені Срібного кургану зараз остаточно спотворена вандалами. А кольорові малюнки в двох двокамерних новосвободненських гробницях представляють більш ранню культуру.

## Список деяких примітних дольменів
- Волконський дольмен — єдиний збережений добудований моноліт. У селищі Волконський, район Великого Сочі.
- Дольмен в селищі Джубга. Плитковий, з надзвичайно потужним круглим двориком. У давнину знаходився в кургані. Є петрогліфи. Досліджено В. А. Трифонова.[24][26]
- Дольмен в урочищі Ровнота (біля села Медовеевка, район м Сочі). Плитковий, з подвійним підпрямокутним кромлехом.[27]
- Дольмен біля аулу Мале Псеушхо (Туапсинський район). На потрійній терасі.
- Дольмен біля села Солоники. З великим рельєфним «ялинковим» орнаментом на портальної плиті. Знайдений А. М. Біанкі.
- Дольмен Срібного кургану в урочищі Клади біля станиці Новосвободної. Портальний, залишки внутрішньої і зовнішньої розмальовки, чотирикутний дворик з менгірчиками на вході і з менгіром навпроти дольмену. Конструктивно і хронологічно є перехідною формою між новосвободненськими гробницями і власне дольменами.
- Дольмени в селі Отхара в Абхазії. Плиткові, один має потрійний кромлех, а в іншого — закритий дворик і кромлех. У кромлеху знайдені ґрунтові поховання. Розкопані І. І. Цвінарія.[28]
- Дольмен № 1 на Кам'яному кургані біля станиці Новосвободної (Адигея). Має цоколь з великою плитою що похило стоїть перед порталом і кромлехом.
- Комплекс на річці Жане під Геленджиком. Один плитковий і два складених круглих підкурганних дольмени. Центральний плитковий дольмен прикрашений різьбленням на фасаді й усередині. Всі дольмени спочатку мали відкриті фасади і великі дворики, вписані в коло курганів і оточенні стінами. Проведена певна реконструкція дворика центрального дольмену (В. А. Трифонов).
- Кромлехи в селі Верхня Ешера (біля школи) в Абхазії. У вигляді вкладених кілець і у формі личини в очима і носом.
- Озерейка — два мегалітичних комплекси в долині річки Озерейка (Новоросійський район). Складаються з трьох і шести напівзруйнованих плиткових дольменів зв'язаних у вежоподібні конструкції що з'єднуються. Знайдено А. В. Дмитрієвим в 1986 і 1973 рр. Розкопки А. П. Кононенко 1986, 1987 рр. і А. В. Дмитрієва 1990 і 2000 рр. А. В. Дмитрієвим відновлений комплекс № 1 і частково комплекс № 2.[29][30]
- Псинако I — плитковий портальний дольмен, споруджений на місці новосвободненського поселення. Знаходиться під толосом, від якого відходить дромос. Толос накритий гідроізоляційним глиняним куполом. Дромос також був прикритий глиною. Все прикривав курган 6 × 70 м з величезних валунів. На вершині був кромлех, від якого відходили ребра з кругляків. Близько сел. Анастасіївка в Туапсинському районі. Відкрито М. К. Тешевим, досліджено спільно з В. І. Марковіна (1983—1985 рр.).[31]
- Хаджох-3 — плитковий портальний дольмен з дромосом в кам'яному кургані. Єдиний в Адигеї науково відреставрований дольмен. Біля селища Каменномостський. Досліджено та відновлений В. А. Трифонова у 2013 р

## Галерея

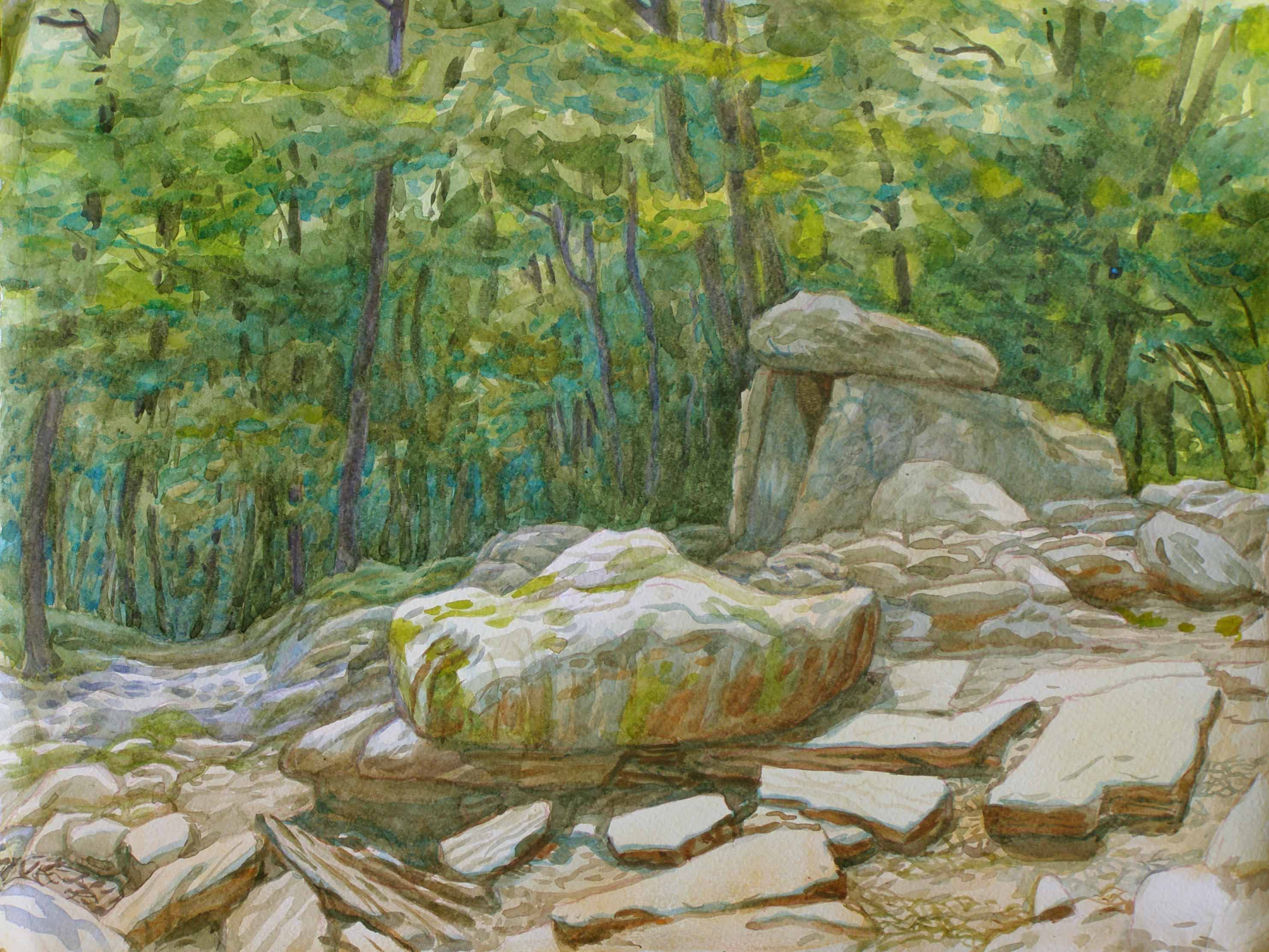
М. Пресняков. Дольмен в долині  Жане
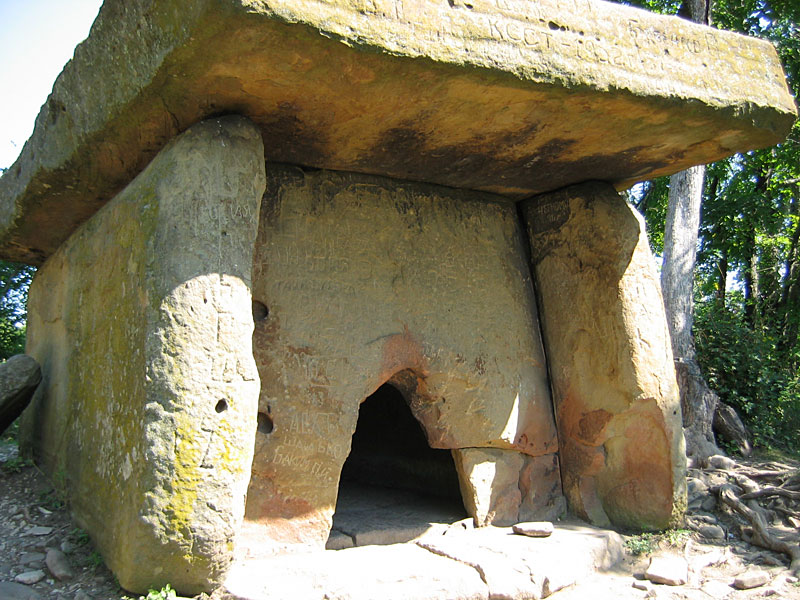
Дольмен поблизу Геленджик а з розширеним входом.
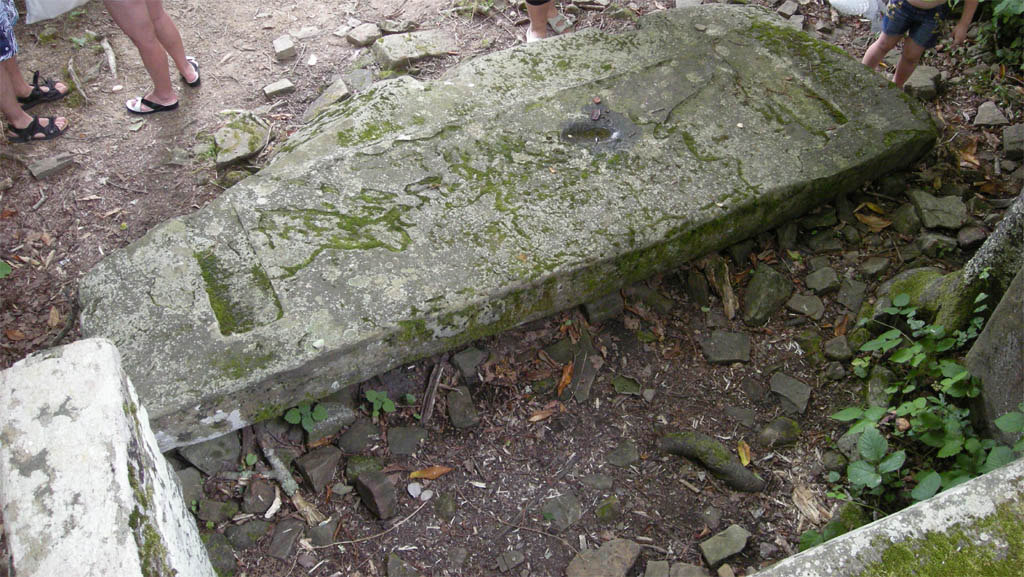
Плита приставного даху з кріпильними витесами, котра впала